# Lilian Ngoyi

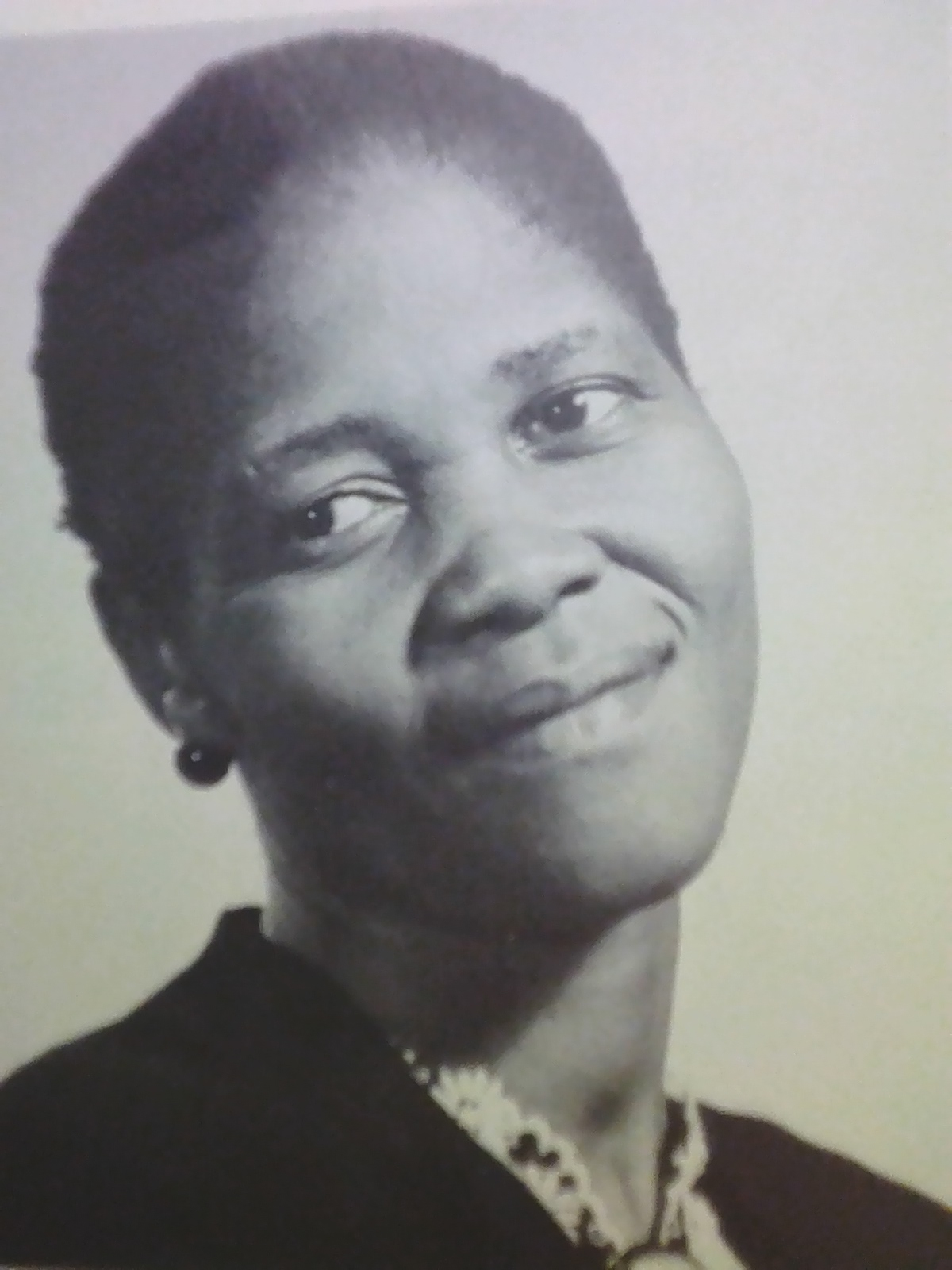
Lilian Ngoyi in jungen Jahren

Lilian Masediba Ngoyi (* 25. September 1911 in Pretoria; † 13. März 1980 in Soweto; gelegentlich Lillian Ngoyi; geboren als Lilian Masediba Matabane) war eine südafrikanische Politikerin und Frauenrechtlerin. 

## Leben
Lilian Ngoyis Mutter war eine Wäscherin, ihr Vater ein Minenarbeiter im östlichen Transvaal. Lilian Ngoyi war 1952 eine Witwe mit zwei Kindern und arbeitete als Näherin, als sie der ANC Women’s League, die Frauenorganisation des African National Congress, beitrat. 1953 wurde sie zur Präsidentin der Women’s League gewählt. 1954 gehörte sie zu den Mitgründerinnen der Federation of South African Women (FEDSAW), deren Präsidentin sie 1956 wurde.
1955 reiste sie illegal nach Lausanne in die Schweiz, um dort am „Weltkongreß der Mütter“ teilzunehmen. Sie bereiste Länder wie das Vereinigte Königreich, die Bundesrepublik Deutschland, Rumänien, die Sowjetunion und China und traf vor allem linksgerichtete Frauenrechtlerinnen, bevor sie nach Südafrika zurückkehrte. 1956 wurde sie als erste Frau in das Exekutivkomitee des ANC gewählt.  
Am 9. August 1956 gehörte sie mit Helen Joseph, Albertina Sisulu und Sophia Williams-De Bruyn zu den Anführerinnen eines Protestmarsches von rund 20.000 Frauen in Pretoria, dessen Ziel die Union Buildings war, der Amtssitz der südafrikanischen Regierung. Damit demonstrierten sie gegen die Bestimmung der Apartheidsregierung, dass schwarze Männer gemäß den verschärften Passgesetzen ständig ein Arbeitsnachweis tragen mussten und durch ein neues Gesetz Frauen künftig ebenso. Ngoyi war es, die symbolhaft an die Tür des Gebäudes klopfte, um Premierminister Strijdom rund 100.000 Unterschriften zu überbringen. Ab Dezember desselben Jahres gehörte sie zu den 156 Angeklagten im Treason Trial, das bis 1961 dauerte und mit dem Freispruch aller Angeklagten endete. 
1960 war sie zwar gegen Kaution auf freiem Fuß, kam aber wegen ihrer politischen Tätigkeit nach dem Verbot des ANC fünf Monate in Einzelhaft. Ab 1962 war sie bis zu ihrem Tode fast kontinuierlich gebannt, so dass sie ihr Wohnhaus in Orlando in Soweto oft nicht verlassen durfte und ihren politischen Aufgaben nicht nachgehen konnte. 

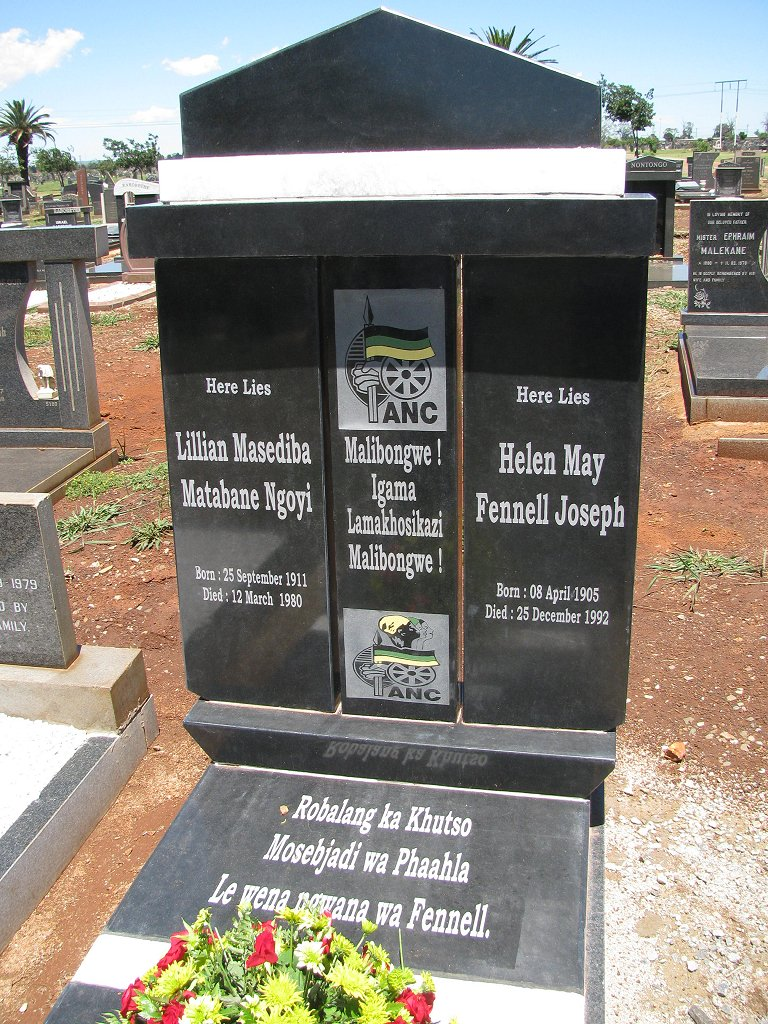
Grab Ngoyis in Soweto (zusammen mit Helen Joseph)

Lilian Ngoyi starb 1980 an Herzproblemen. Nach dem Tod von Helen Joseph 1992 erhielten die beiden Frauen ein Doppelgrab auf dem Avalon Cemetery in Soweto.

## Ehrungen
- 1982 erhielt Ngoyi postum den Isitwalandwe, die höchste Auszeichnung des ANC.
- Der 9. August, der Tag des Marsches von Pretoria, ist seit dem 9. August 1994 als National Women’s Day (Nationaler Tag der Frauen) südafrikanischer Feiertag.
- Am 9. August 2006, dem 50. Jahrestag des Marsches, wurde der Strijdom Square, von dem der Marsch begonnen hatte, in Lilian Ngoyi Square umbenannt.
- Ein Stadtteil von Mdantsane in der Metropolgemeinde Buffalo City heißt Lilian Ngoyi Village.[5]
- Ein Gesundheitszentrum in Soweto wurde nach Lilian Ngoyi benannt.